# قصاب‌های سبز
قصاب‌های سبز (انگلیسی: The Green Butchers؛ ‏ دانمارکی: De grønne slagtere) یک فیلم کمدی دانمارکی به کارگردانی آندرس توماس ینسن است که در سال ۲۰۰۳ منتشر شد.

## بازیگران
- مدس میکلسن
- نیکولای لی کاس
- نیکلاس برو
- بودیل یورگنسن
- اوله تستروپ
- دنی وریسیمو
- یاکوب سیدرگرین